# Russo-Balt

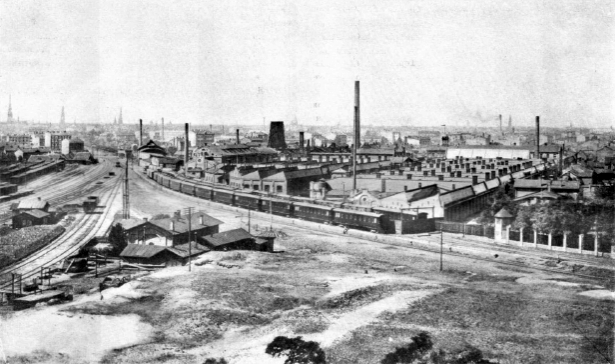
Järnvagnsfabriken RBVZ i Riga 1909

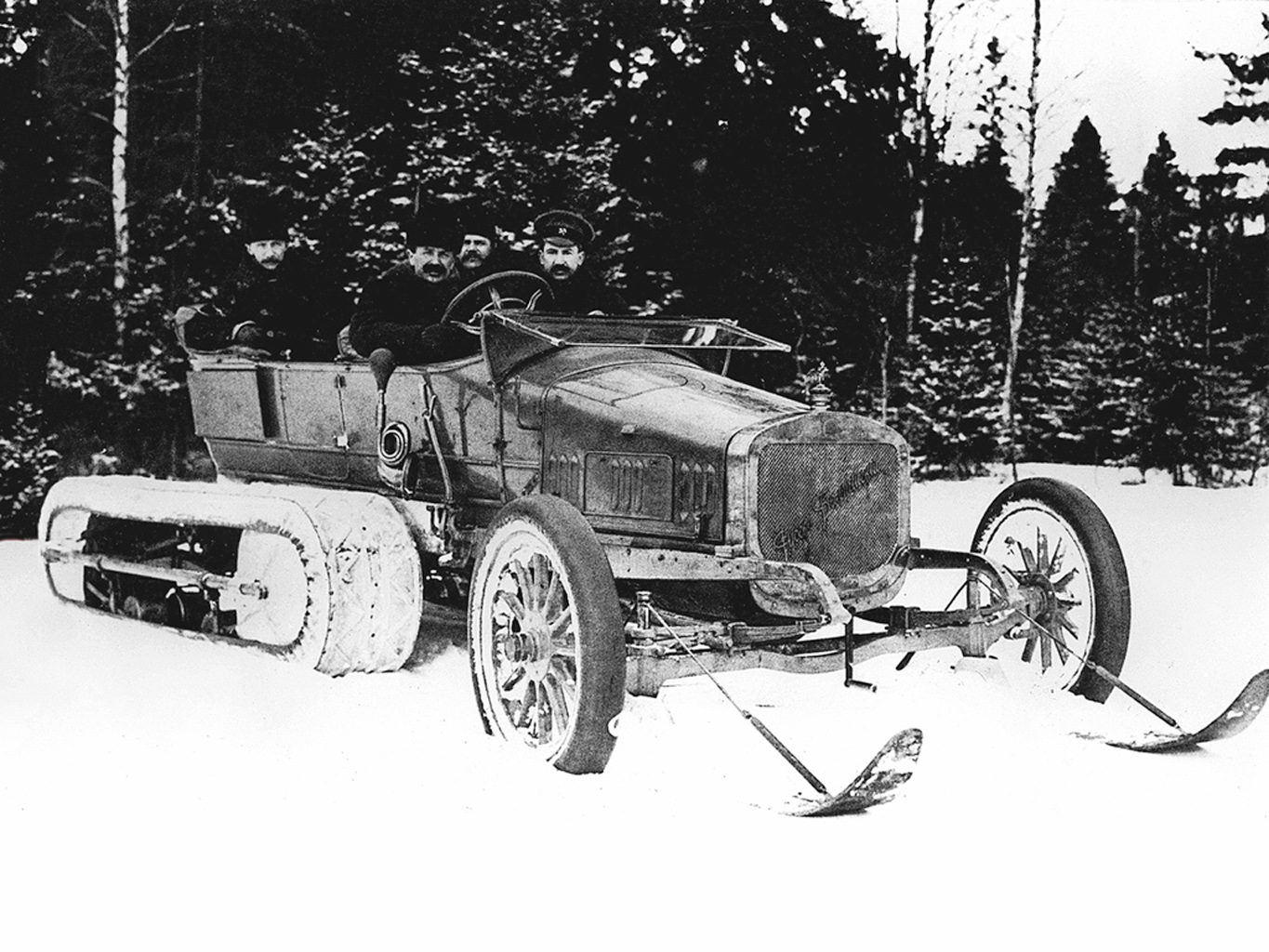
Russo-Balt C24-30 från tsar Nicholaj II:s garage med Adolphe Kégresses halvbandskonstruktion, omkring 1911

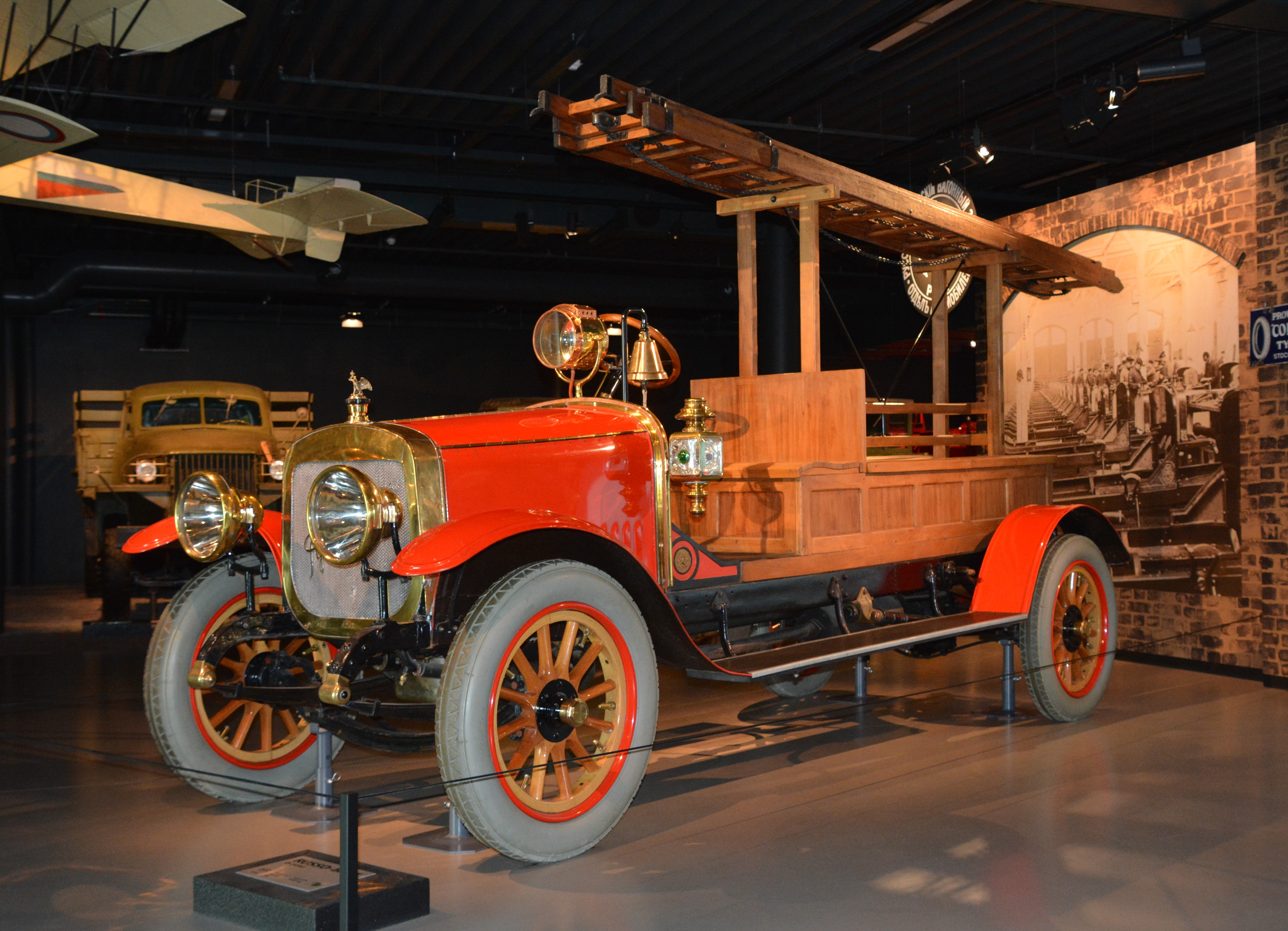
Russo-Balt brandbil från 1913 på Rigas motormuseum

Russo-Balt, ibland Russobalt eller Russo-Baltique, tillverkade bilar mellan 1909 och 1923. Mellan 1909 och 1915 byggdes bilarna i järnvagnsfabriken RBVZ i Riga i Lettland och efter revolutionen 1917 startades en andra fabrik i Petrograd, som tog emot chassin från fabriken i Riga och under första världskriget byggde pansarbilar på dem. År 1922 flyttades den till BTAZ i Moskva. 
Russo-Balt producerade både personbilar och lastbilar, ofta mer eller mindre kopior av märken som tyska Rex-Simplex och belgiska Fondu.
Russo-Balt tillverkade de första halvbandvagnarna av några ombyggda fordon 1911, konstruerade av Adolphe Kégresse.
Idag tillverkar företaget släpvagnar.

## Bildgalleri

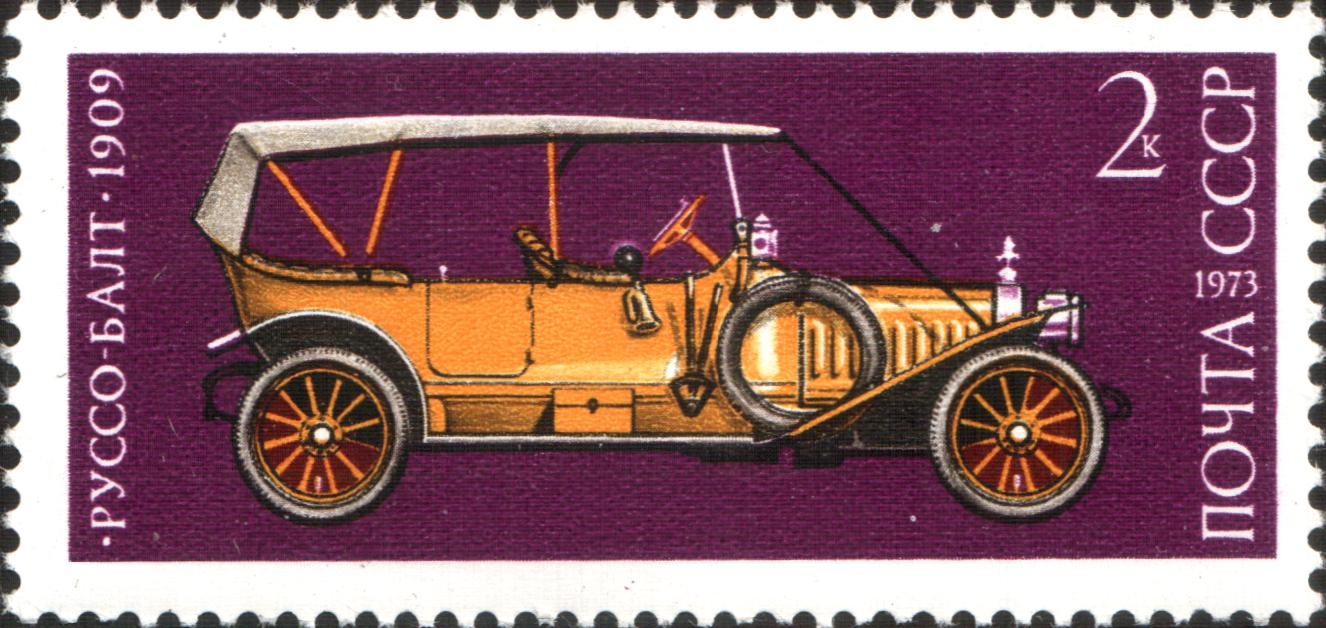
Frimärke med en Russo-Balt från 1909
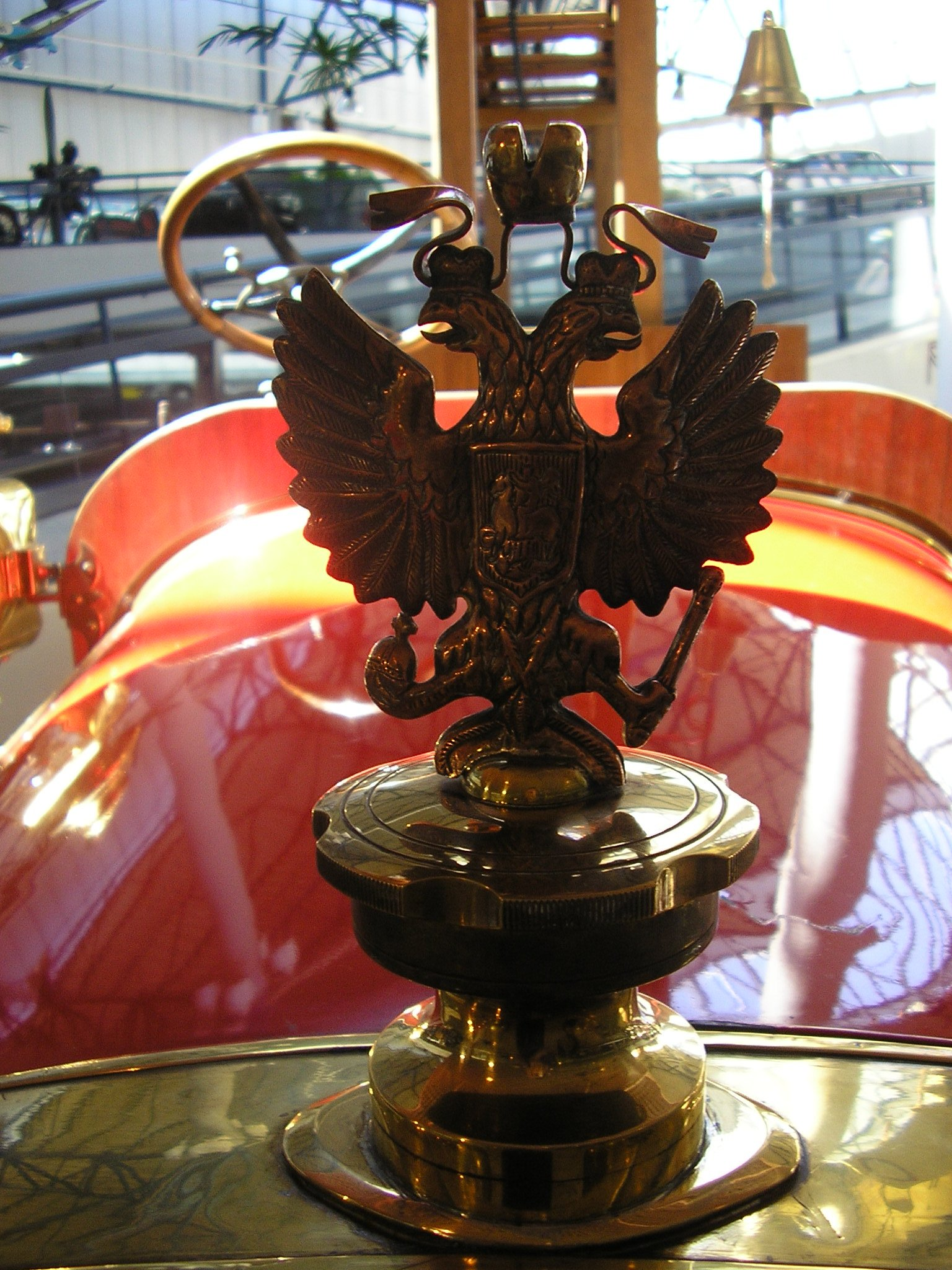
Kylaremblemet på brandbilen Russo-Balt modell D 24/40 från 1912
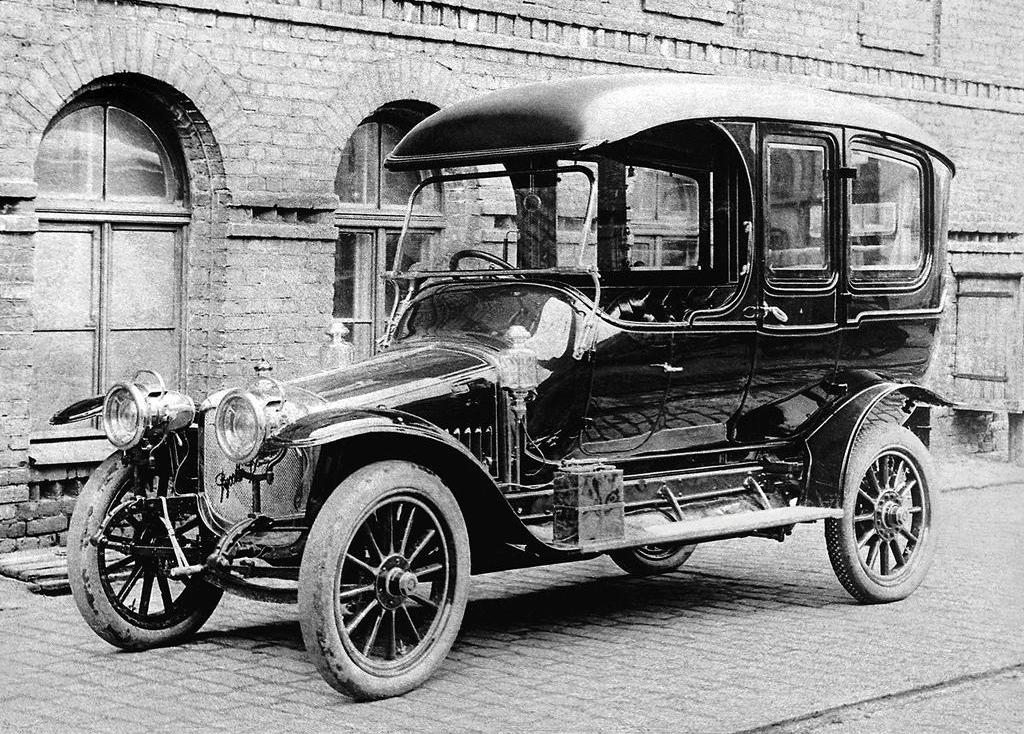
Russo-Balt C24-40 från 1913
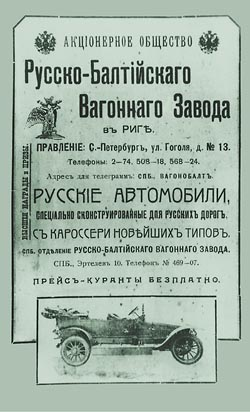
Reklam för Russo-Balt, omkring 1910
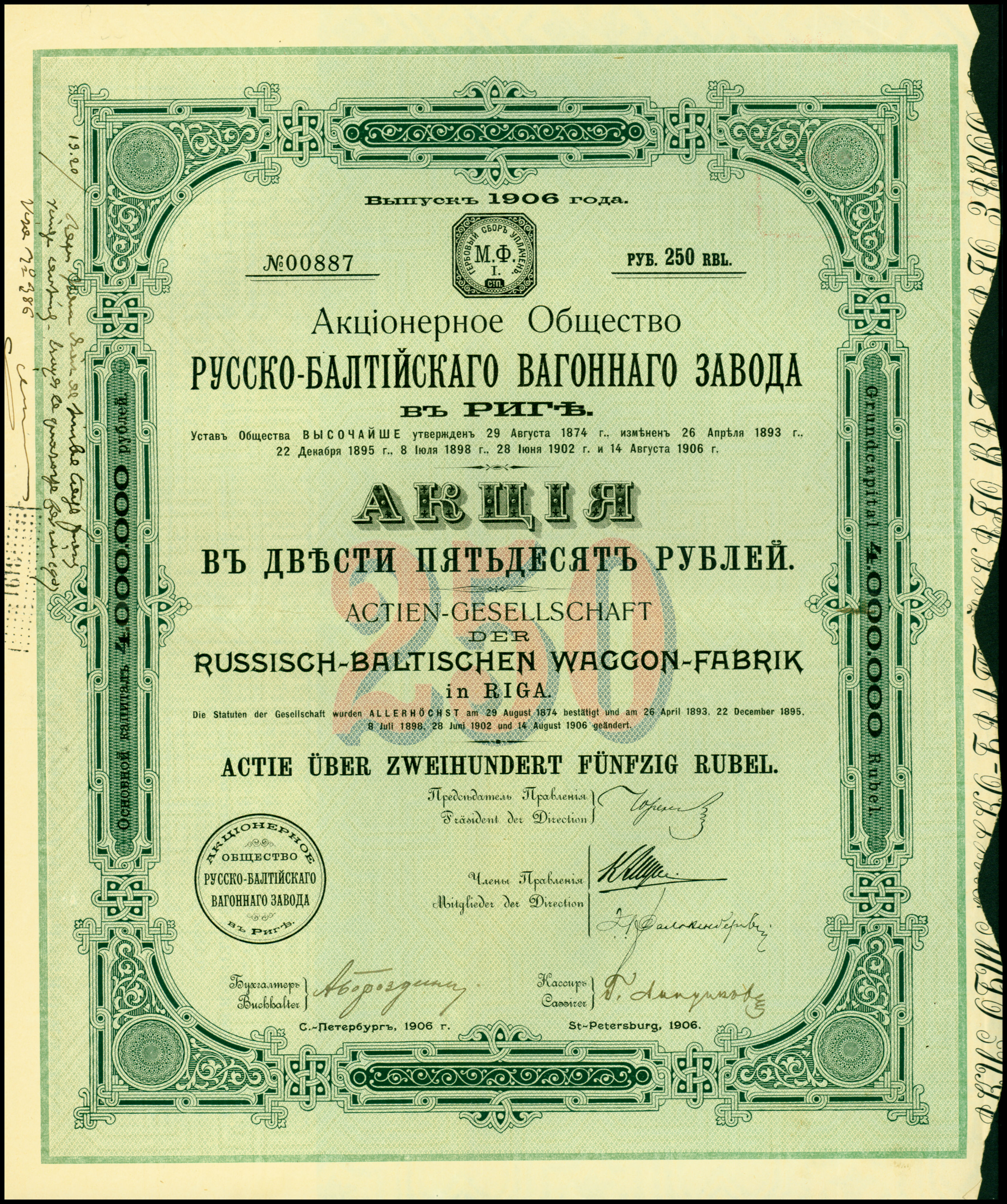
Aktie, utfärdad 1906
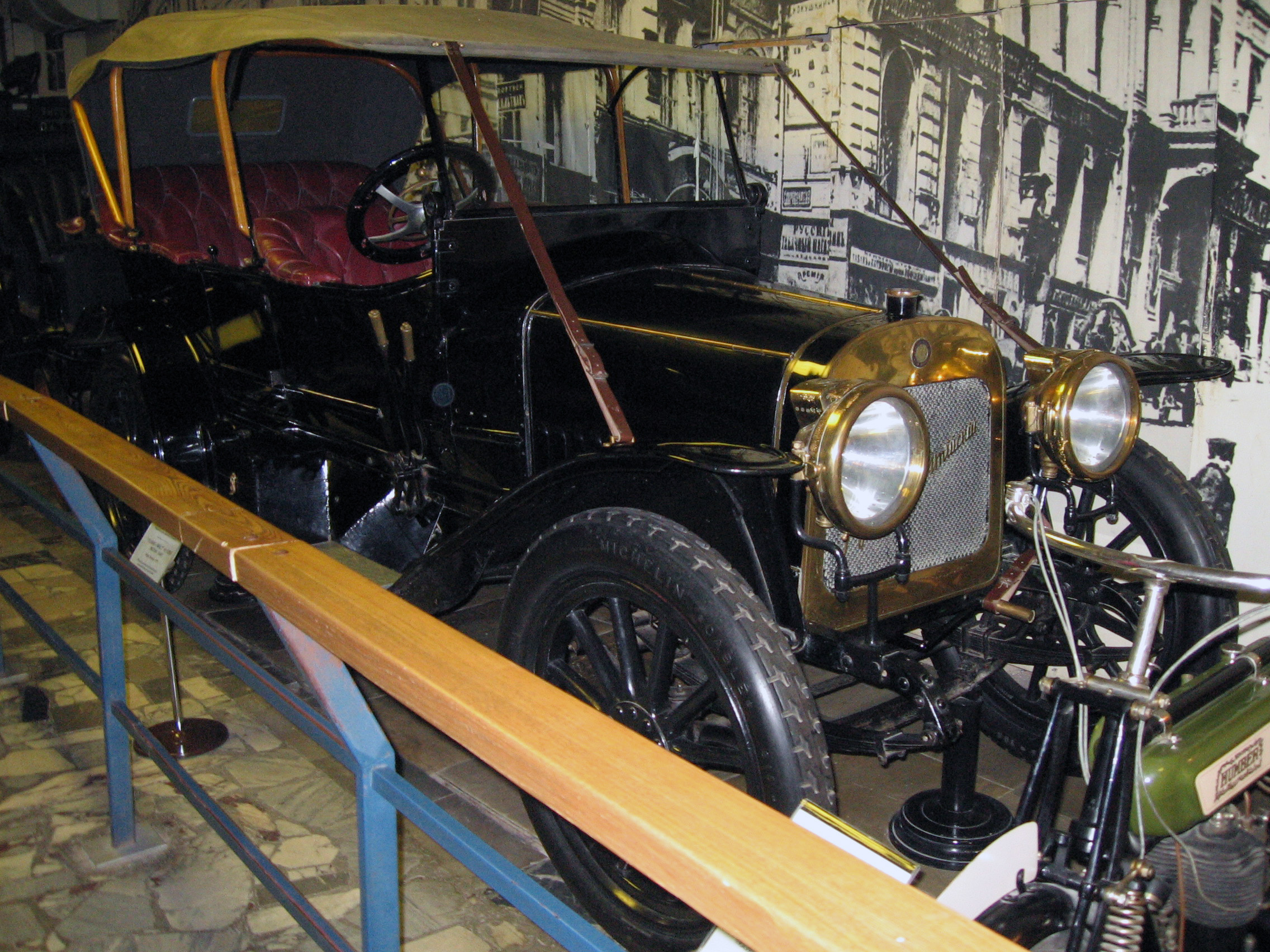
Russo-Balt K 12/20 från 1911